# Градац (Грбавче)
Градац је локалитет на истоименом стеновитом узвишењу повише села Грбавче, на територији општине Сврљиг.
На локалитету су делимично очувани остаци старог градића, највероватније средњевековног. На врху узвишења, на његовом узаном гребену распознају се остаци бедема од камена и малтера. Нешто ниже од гребена видљив је и зид бедема, откопан од мештана, на коме се распознају две фазе градње: старија са шутом и млађа са малтером, вероватно дограђена пре турског заузећа, крајем 15. века. Турски запис од 1478. до 1481. године помиње и село Грбавче, што значи да је насеље настало пре 15. века. 
Градац је било мање средњовековно утврђење, које је коришћено и за време Турака. Дебљина бедема је преко 1,5m. Зид бедема се ослања на стену, тако да је стена била природан заклон, а онде где је није било грађен је бедем. На врху гребена постојала је кула, а испод ње мање подграђе. Утврђење је било полукружно, а кула квадратне основе. 